# Claudio Sabajo
Claudio Sabajo (Paramaribo, 22 maart 1989) is een Nederlands voetballer van Surinaamse komaf.
Sabajo speelde bij VV Dongen, RKC Waalwijk en FC Den Bosch voordat hij in 2009 bij HFC Haarlem kwam. De verdediger maakte op 30 oktober zijn debuut in de thuiswedstrijd tegen FC Eindhoven. Tot aan het faillissement van de club in januari 2010 kwam hij tot drie wedstrijden voor Haarlem waarin hij niet scoorde.